# Freeport (Illinois)
Freeport is een plaats (city) in de Amerikaanse staat Illinois, en valt bestuurlijk gezien onder Stephenson County.

## Demografie
Bij de volkstelling in 2000 werd het aantal inwoners vastgesteld op 26.443. In 2006 is het aantal inwoners door het United States Census Bureau geschat op 25.254, een daling van 1189 (-4,5%).

## Geografie
Volgens het United States Census Bureau beslaat de plaats een oppervlakte van 29,6 km², geheel bestaande uit land.

## Plaatsen in de nabije omgeving
De onderstaande figuur toont nabijgelegen plaatsen in een straal van 20 km rond Freeport.

## Geboren in Freeport
- Charles J. Guiteau (1841-1882), advocaat en moordenaar van president James Garfield
- Carl Cain (1934-2024), basketballer